# Formania
Formania é um género botânico pertencente à família Asteraceae.